# Scottellia
Scottellia es un género de plantas de plantas fanerógamas  perteneciente a la familia de las achariáceas. Comprende 17 especies descritas y de estas, solo 3 aceptadas y 14 en disputa.

## Taxonomía
El género fue descrito por Daniel Oliver (botánico) y publicado en Hooker's Icones Plantarum 23: sub t. 2265. 1893. La especie tipo es: Scottellia leonensis
Etimología
Scottellia: nombre genérico otorgado en honor del botánico George Francis Scott-Elliot.

## Especies
- Scottellia chevalieri
- Scottellia coriacea
- Scottellia gossweileri
- Scottellia kamerunensis
- Scottellia klaineana
- Scottellia leonensis
- Scottellia macrocarpa
- Scottellia macropus
- Scottellia mimfiensis
- Scottellia montana
- Scottellia orientalis
- Scottellia polyantha
- Scottellia schweinfurthii
- Scottellia thyrsiflora